# Чёрный дом (Львов)
Чёрный дом (укр. Чорна кам’яниця, пол. Czarna Kamienica) — здание во Львове (Украина) на площади Рынок, 4.
Здание построено в 1577 году архитектором П. Красовским и представляет собой образец жилой ренессансной архитектуры. С 1596 года дом стал собственностью Я. Лоренцовича, который открыл здесь одну из первых аптек во Львове, он же достроил третий этаж, а четвёртый надстроен уже в 1884 году. В 1760 году дом приобрел Доминик Никорович, который получил дворянство от австрийского императора в 1782 году. До 1911 года дом принадлежал представителям этой армянской династии. Фасад и угловые пилястры покрыты тёсаным камнем, который почернел от времени, благодаря чему здание получило своё нынешнее название. Фасад украшен орнаментом и сюжетной резьбой. Ныне здание принадлежит Львовскому историческому музею.

## Фрагменты фасада

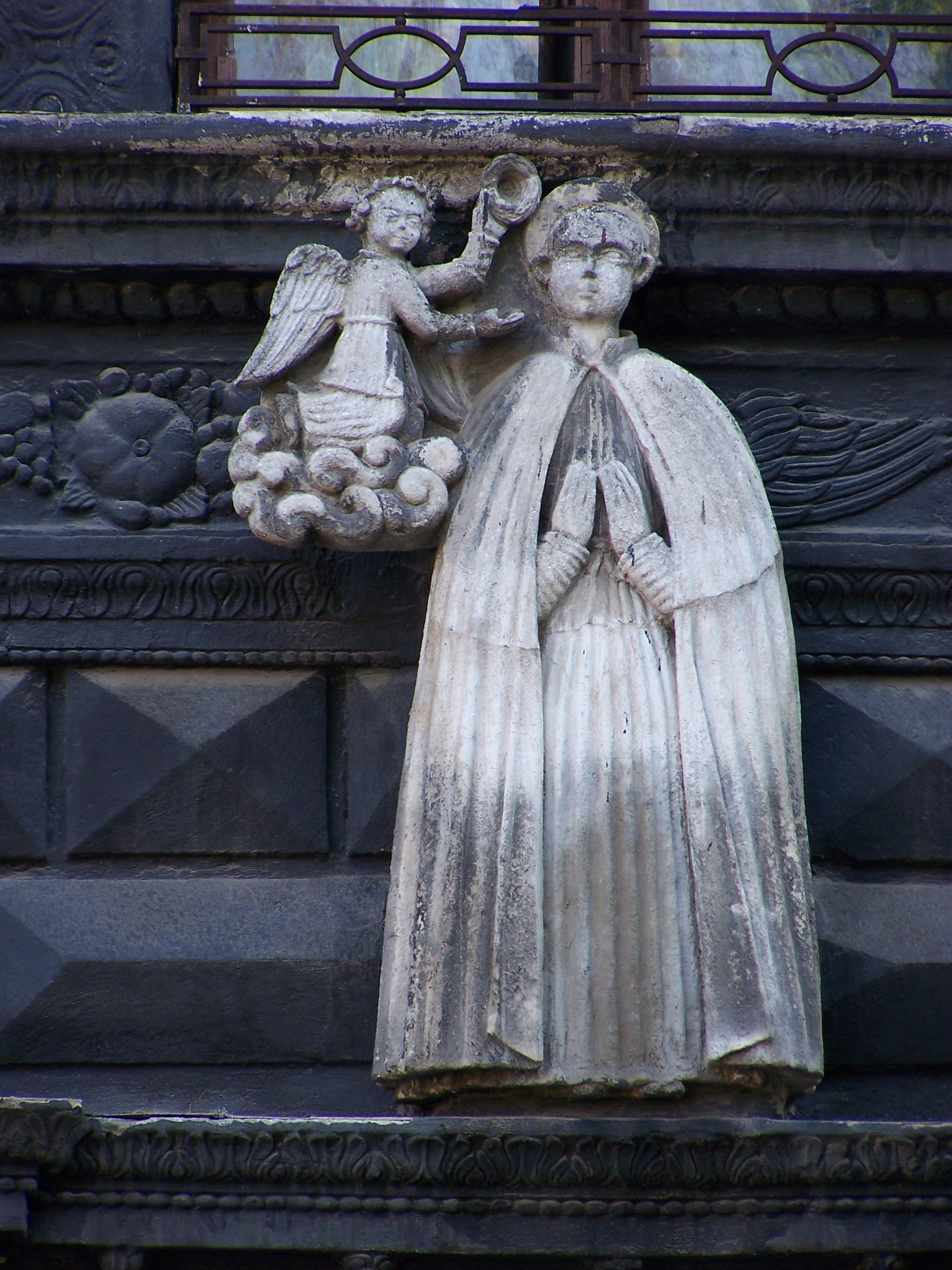
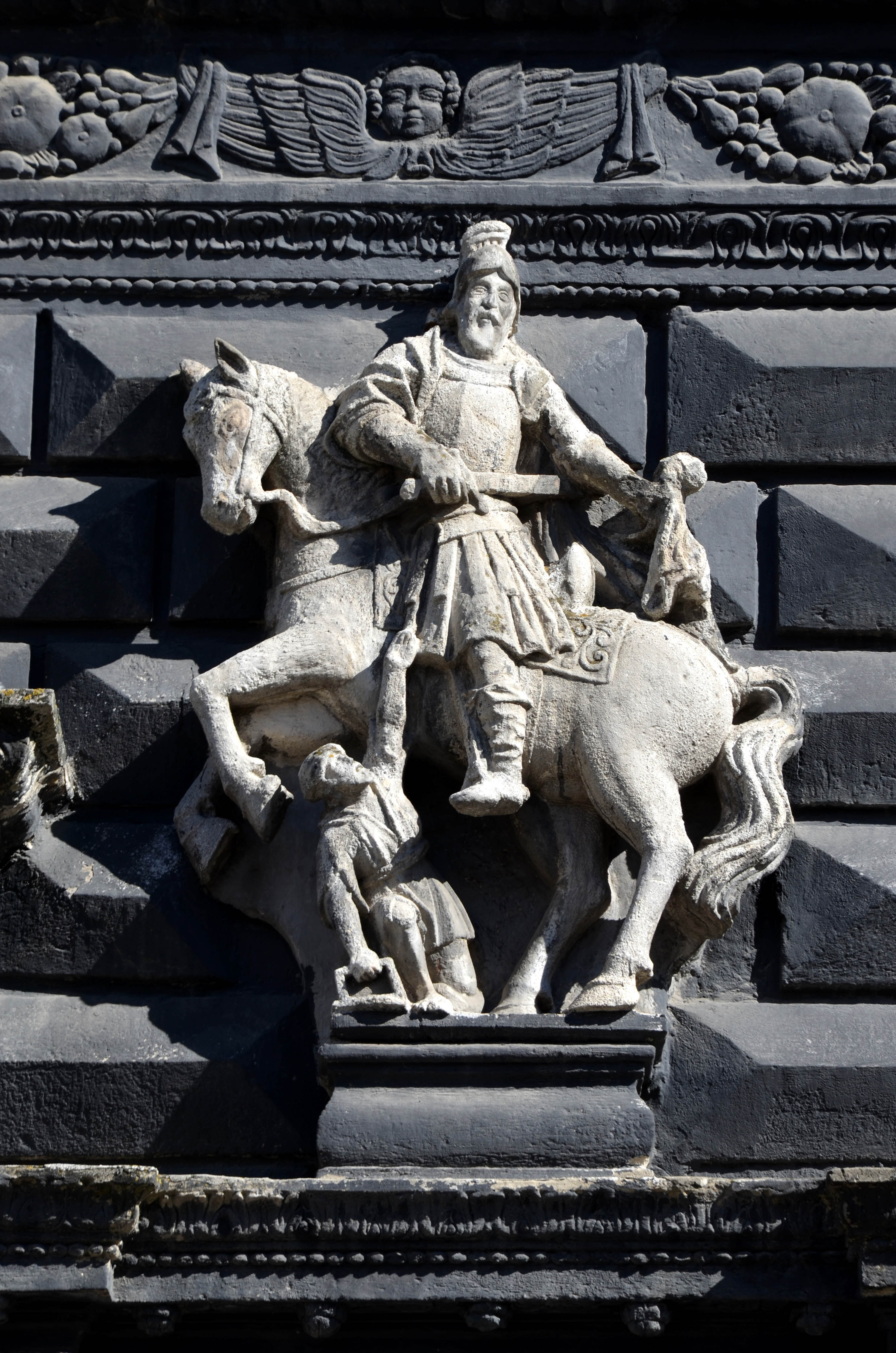
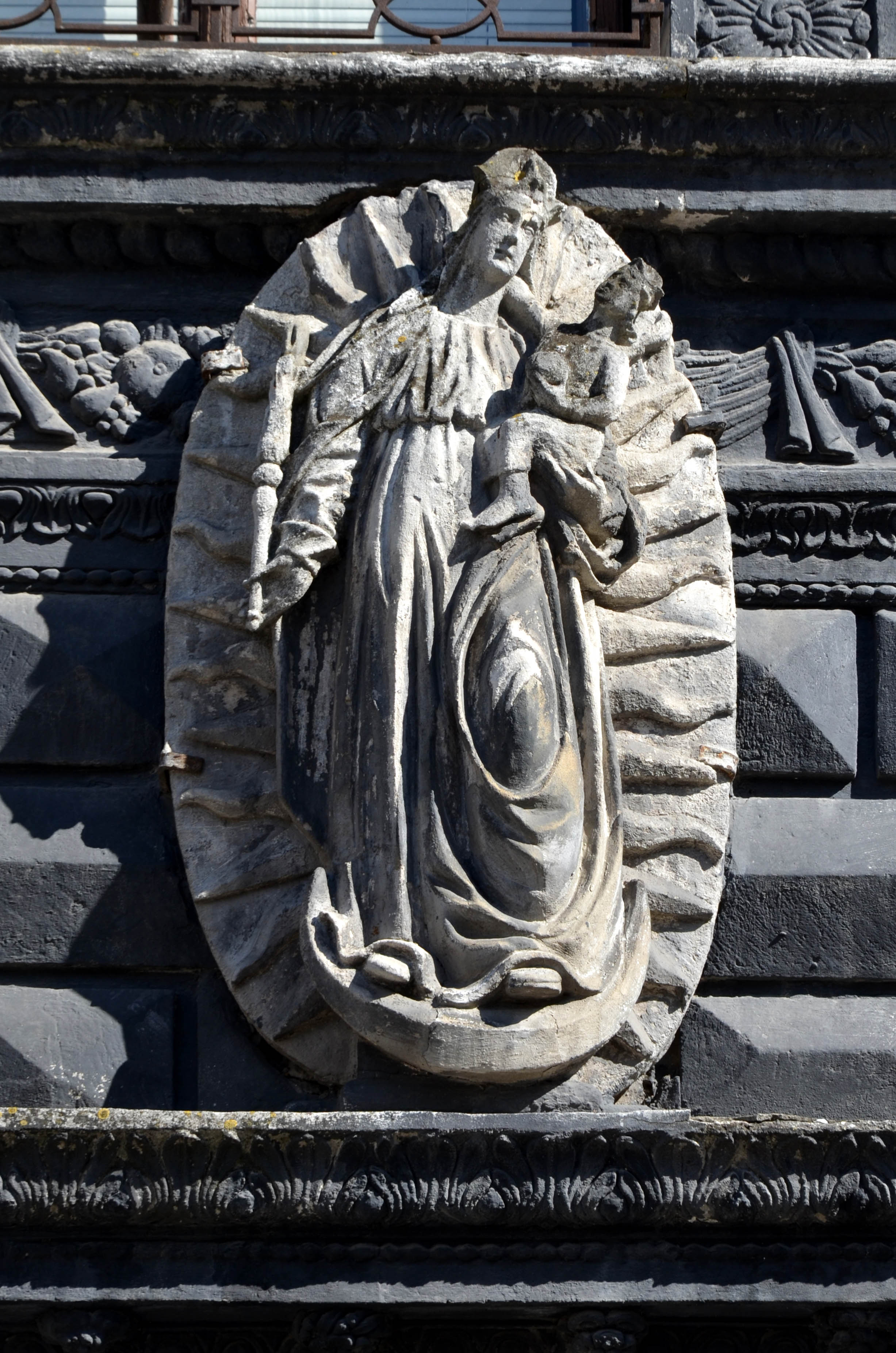
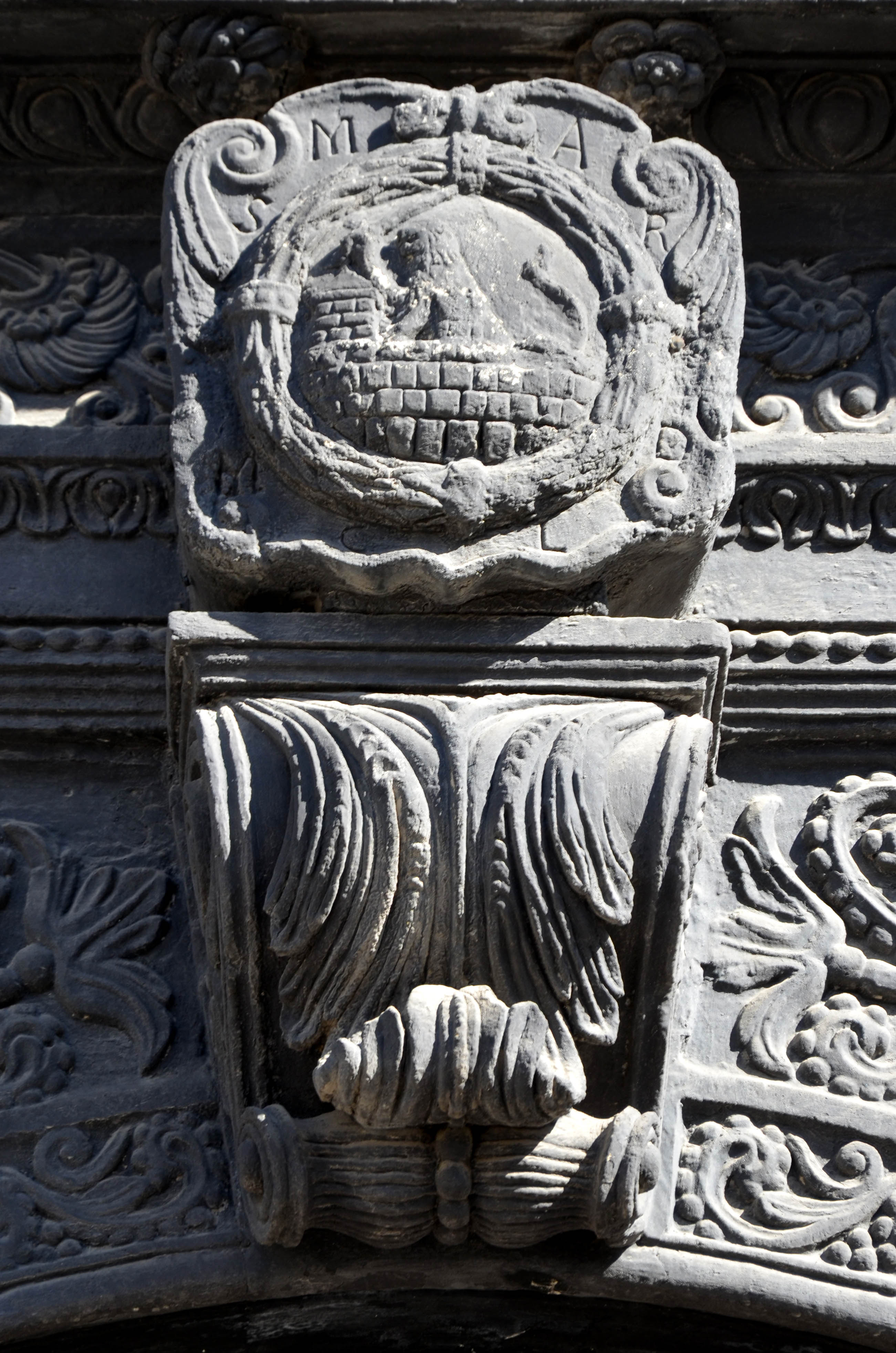
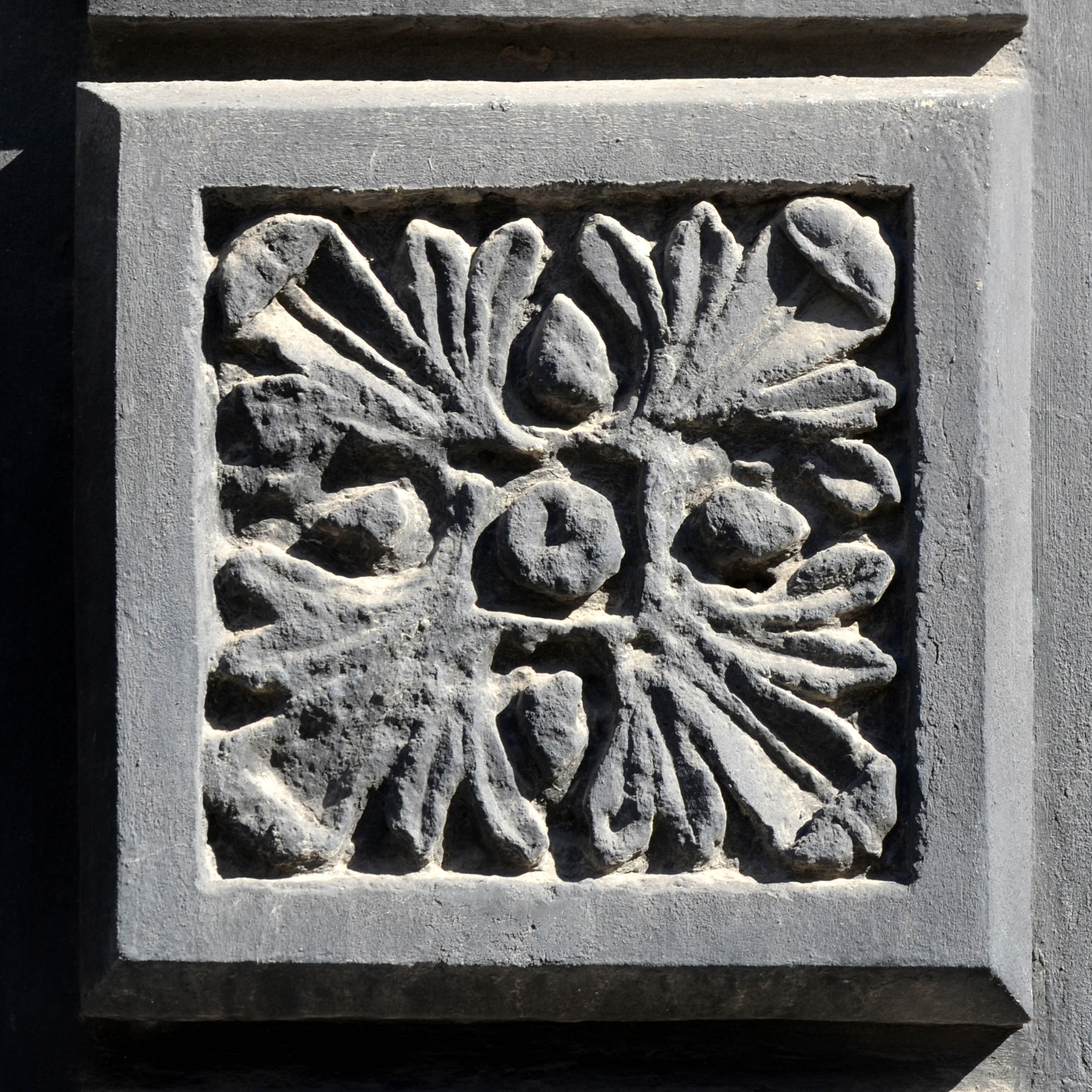